# 16801 Petřínpragensis
16801 Petřínpragensis è un asteroide della fascia principale. Scoperto nel 1997, presenta un'orbita caratterizzata da un semiasse maggiore pari a 2,4332955 UA e da un'eccentricità di 0,1065344, inclinata di 3,17744° rispetto all'eclittica. L'asteroide è dedicato a Petřín, una collina situata nel centro di Praga .